# トニー・マーティン
トニー・マーティン (Tony Martin, 1913年12月25日 - 2012年7月27日) は、アメリカ合衆国の俳優、歌手。そのキャリアは70年以上にわたり、1930年代後半から50年代半ばまで、「Walk Hand in Hand」や「ストレンジャー・イン・パラダイス」といった数十曲のヒットを記録した。2番目の妻のシド・チャリシーとは1948年に再婚し、彼女が2008年に死去するまで60年の結婚生活を送った。

## 生い立ちと経歴
トニー・マーティンは1913年12月25日にサンフランシスコでアルヴィン・モリス (Alvin Morris) として、エドワード・クラレンス・モリスおよびハッティー・モリス（旧姓スミス）夫妻の間に生まれた。一家はユダヤ人で、祖父母はすべて東ヨーロッパからの移住者であった。マーティンはオークランドで成長した。10歳の時に彼は祖母からの贈り物としてサクソフォーンをもらった。彼はオークランド高校およびセントメリーズ大学で学んだ。
グラマースクールのグリークラブで、彼は演奏家および歌手になった。彼はオークランド工業高校に在籍中に最初のバンド「ザ・レッド・ペッパーズ」を結成し、地元のオーケストラ・リーダーであるトム・ゲランのバンドに、リード・インストゥルメント・スペシャリストとして参加した。そこでは後にバンドリーダーとなったウディ・ハーマンと共演している。彼は30年代半ばにセントメリーズ大学カリフォルニア校で学び、大学卒業後にゲランのバンドを離れ、ハリウッドに行って映画の中で自分の運を試した。その時からトニー・マーティンの芸名を使用した。

## フィルモグラフィ
- Foolish Hearts (1936)
- 艦隊を追って Follow the Fleet (1936)
- The Farmer in the Dell (1936)
- Murder on a Bridle Path (1936)
- The Witness Chair (1936) (出演シーンカット)
- テンプルの福の神 Poor Little Rich Girl (1936)
- Back to Nature (1936)
- Sing, Baby, Sing (1936)
- Pigskin Parade (1936)
- 膝にバンジョウ Banjo on My Knee (1936)
- The Holy Terror (1937)
- Sing and Be Happy (1937)
- You Can't Have Everything (1937)
- Life Begins in College (1937)
- アリババ女の都へ行く Ali Baba Goes to Town (1937)
- Sally, Irene and Mary (1938)
- Kentucky Moonshine (1938)
- Up the River (1938)
- Thanks for Everything (1938)
- Winner Take All (1939)
- ミュージック・イン・マイ・ハート Music in My Heart (1940)
- 美人劇場 Ziegfeld Girl (1941)
- マルクス兄弟デパート騒動 The Big Store (1941)
- 雲流るるはてに Till the Clouds Roll By (1946)
- 迷路 Casbah (1948)
- Hollywood Goes to Bat (1950) (short subject)
- ブロードウェイへの2枚の切符 Two Tickets to Broadway (1951)
- 熱き夜の疼き Clash by Night (1952) (カメオ出演)
- Here Come the Girls (1953)
- イージー・トゥ・ラブ Easy to Love (1953)
- 我が心に君深く Deep in My Heart (1954)
- 艦隊は踊る Hit the Deck (1955)
- ラスヴェガスで逢いましょう Meet Me in Las Vegas (1956) (カメオ出演)
- 殴り込み大平原 Quincannon, Frontier Scout (1956)
- Let's Be Happy (1957)
- Dear Mr. Wonderful (1982)